# NORAG-Nebensender Hannover

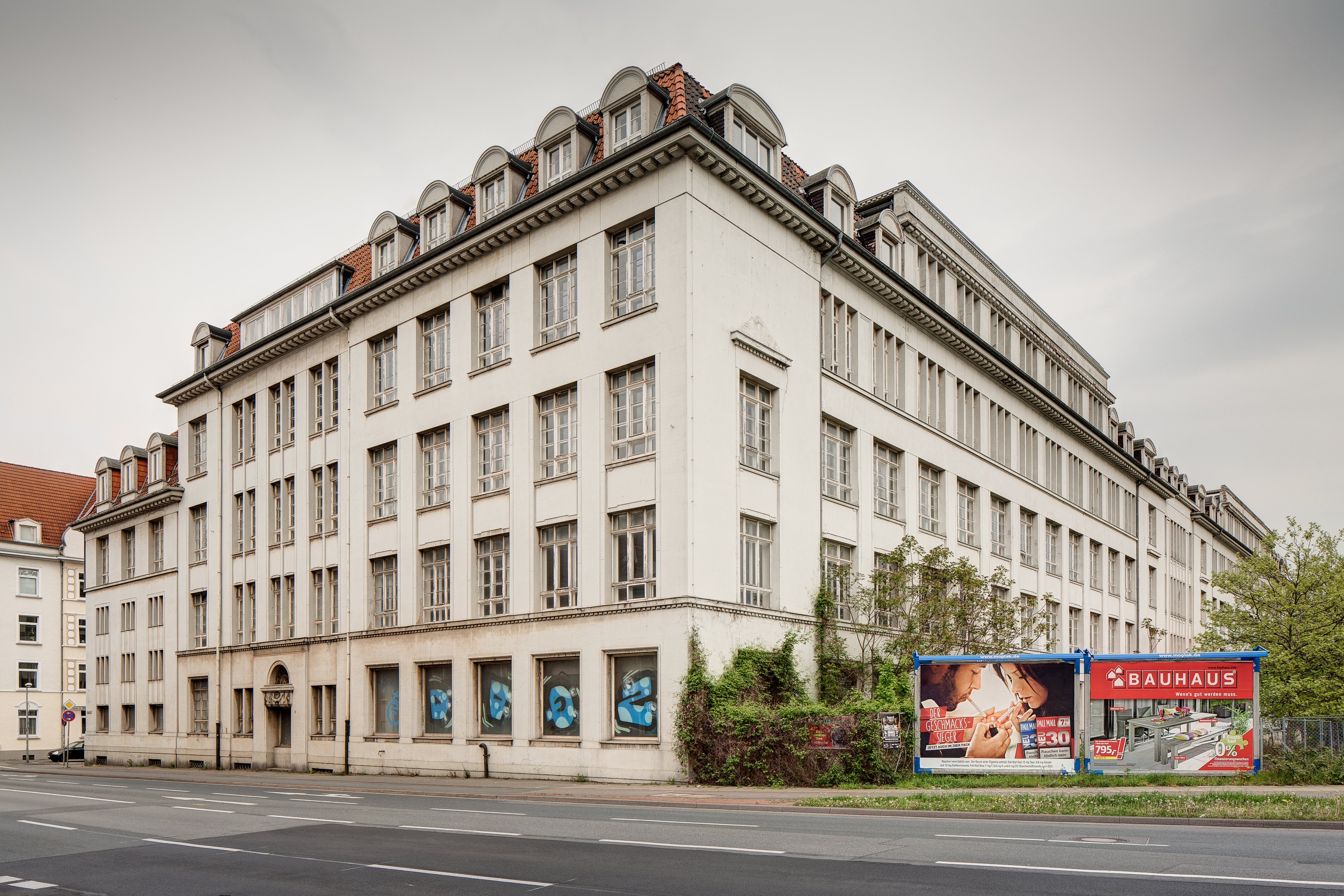
Der ehemalige Neubau der Hanomag-Verwaltung an der Bornumer Straße in Linden-Süd war ab 1924 der erste Sitz des NORAG-Nebensenders Hannover

Der NORAG-Nebensender Hannover war ein in den 1920er Jahren in Hannover eingerichteter Rundfunkveranstalter des Hörfunks, der anfangs – ebenso wie die Sendeanstalten in Bremen, Kiel und Flensburg – lediglich als Nebensender und zur Verstärkung der von Hamburg ausgestrahlten Sendungen der Nordischen Rundfunk AG (Norag) diente. Später jedoch schrieb der Nebensender Hannover mit eigenen Beiträgen Rundfunkgeschichte – dazu zählt die „[...] erste europäische Rundfunk-Originalübertragung“.

## Geschichte

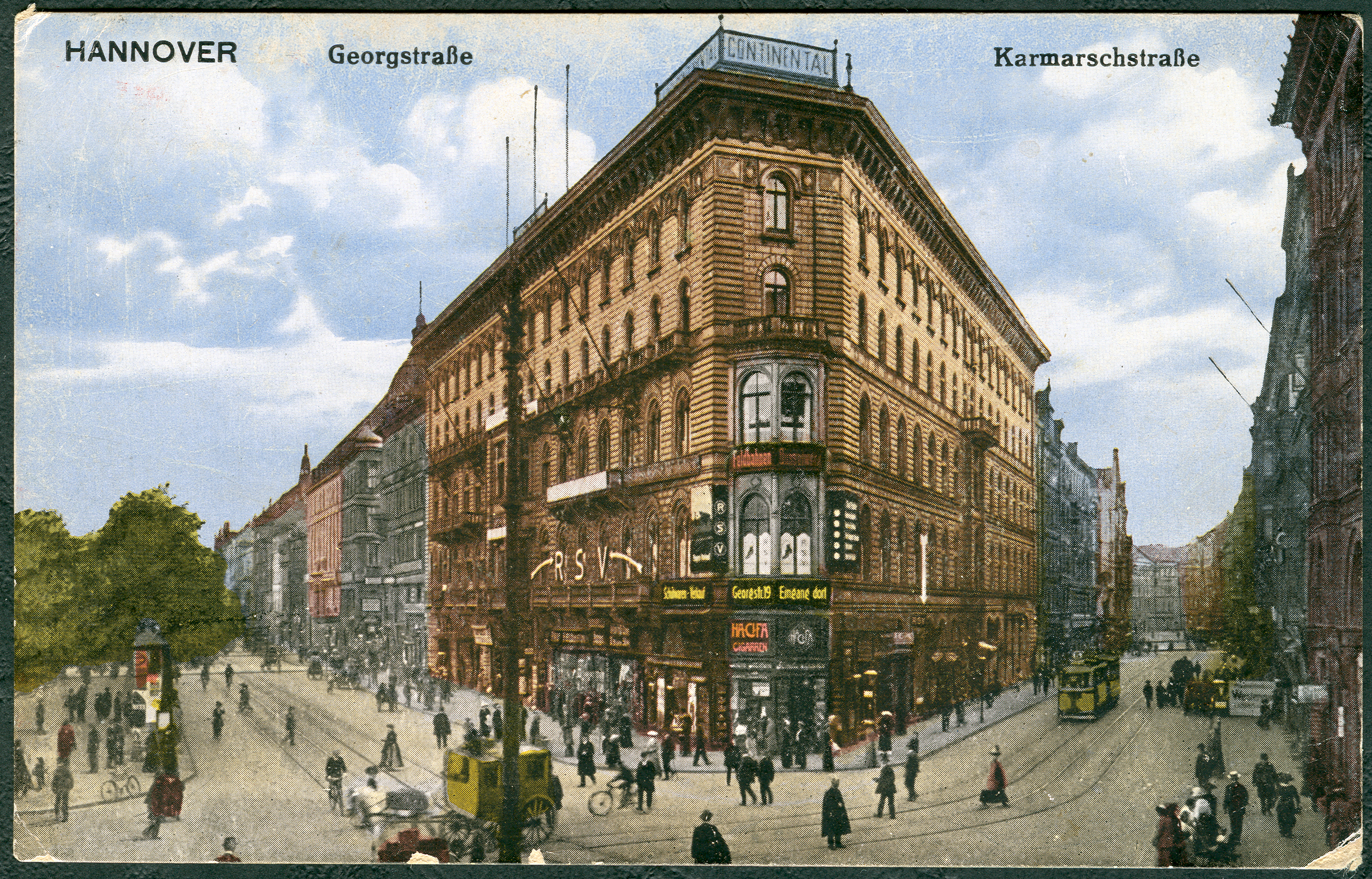
In der „Radio-Versuchsstation“ des Café Continental am Kröpcke waren schon am 2. Januar 1924 englische Konzertübertragungen zu hören; kolorierte Ansichtskarte Nummer 145, anonymer Fotograf, um 1900

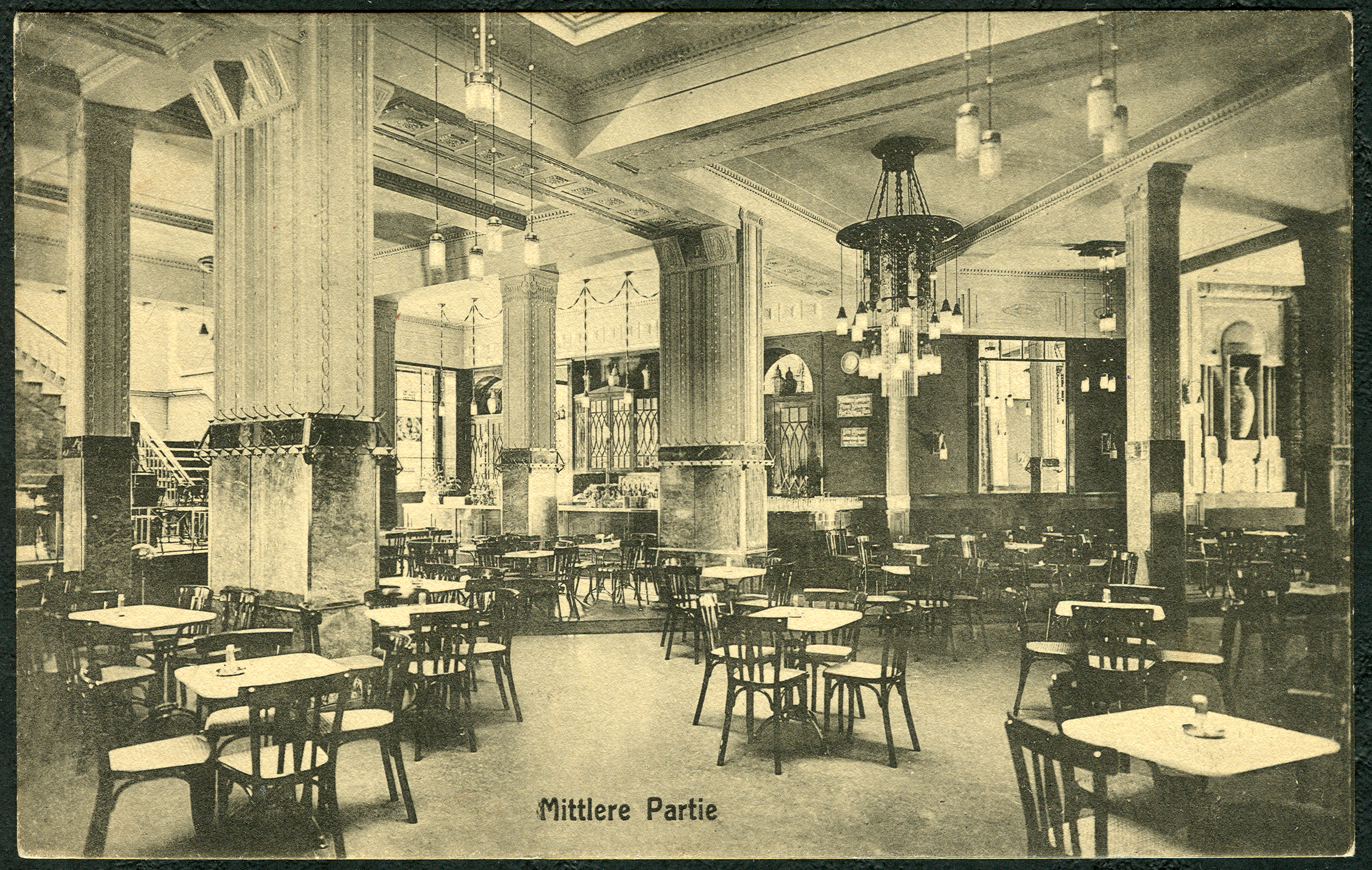
Eine von zahlreichen Innenaufnahmen des in einer Melange aus Jugendstil und Art déco eingerichteten Cafés Continental; Ansichtskarte aus dem Verlag des Architekturfotografen Edmund Lill, um 1910

Nachdem einflussreiche Menschen in Hannover wie etwa der Handelslehrer Friedrich Buhmann und der Radiohändler Mitteldorf für einen eigenen Radiosender in der Stadt geworben hatten, waren schon vor der Aufnahme des Sendebetriebes des NORAG-Nebensenders Hannover erste Rundfunksendungen in Hannover zu hören: Gäste des Café Continental am Kröpcke konnten in der dort am 2. Januar 1924 eingerichteten „Radio-Versuchsstation“ bei Kaffee und Kuchen Konzerte englischer Sender hören mittels Detektorempfängern und Kopfhörern.
Nachdem zwei Wochen später, am 16. Januar 1924, die Nordische Rundfunk AG in Hamburg gegründet worden war, reagierte der Diplom-Ingenieur Ernst Plathner (1899–1971) im März desselben Jahres mit der Gründung der Owin, Radioapparatefabrik, die sich bald zum größten Radiogeräte-Hersteller in Hannover entwickeln sollte. Im Folgemonat April förderte der Magistrat der Stadt Hannover den noch jungen Rundfunkgedanken mit einer Spende von 1000 Mark an die „Funkfreunde Hannovers“.
Nachdem ab Mitte Mai 1924 auch der Eigenbau von Radioempfängern offiziell erlaubt war, eröffnete Reichspost-Staatssekretär Hans Bredow am 16. Dezember 1924 im Dachgeschoss des neuen Verwaltungsgebäudes der Hanomag in der Bornumer Straße in Linden den Norag-Nebensender Hannover. Der erste in Niedersachsen zu hörende Satz lautete:

„Hier ist der Rundfunksender Hannover, die NORAG, wir senden aus dem Festsaal der Hanomag.“

Ebenfalls ab 1924 leitete der Geheime Regierungs- und Gewerbeschulrat Otto Thöne den hannoverschen Norag-Rundfunksender. Das einfache Studio sendete anfangs nur zur Verstärkung der Hamburger Ausstrahlungen und lediglich mit 1/4 Kilowatt Leistung. Die „Hochantenne“ war an zwei Masten über den Dächern in der Bornumer Straße gespannt – und bald wurde der Propaganda-Schlager vom „Fräulein Adrienne, mit ihrer Hochantenne“ populär. Am 12. Februar 1925 wurde erstmals ein eigenes Programm ausgestrahlt, und im selben Jahr die monatliche Rundfunkgebühr auf 2 Reichsmark (RM) festgelegt. Und obwohl Radio-Hören seinerzeit noch ein teures Vergnügen war – ein Radiogerät kostete Mitte der 1920er Jahre zwischen 12 und 40 RM, etwa zwei Monatslöhne eines Arbeiters – schnellten die Hörerzahlen in die Höhe: Während am 15. Dezember 1924 noch gut 7500 Rundfunkhörer in Hannover gezählt wurden, waren es rund ein Jahr später am 1. Dezember 1925 bereits knapp 27000.
Das Sendeprogramm in Hannover bestand anfangs regelmäßig aus dem morgendlichen „Landfunk“ – die Anstalt „fühlte sich der landwirtschaftlichen Zielgruppe besonders verpflichtet und sollte dem Rundfunk ein »bodenständig niedersächsisches Gepräge« geben“ – wurde vormittags für technische Wartungen unterbrochen und lieferte dann mittags das Nauener Zeitzeichen, gefolgt von belehrenden Vorträgen, verschiedenen Nachrichtensendungen und später Musikveranstaltungen unter der Leitung des seit 1926 beim hannoverschen Sender tätigen Programmreferenten und Dirigenten Otto Ebel von Sosen, der aus anfangs nur drei Musikern bis 1928 aus arbeitslosen Musikern das Niedersächsische Sinfonie-Orchester gründete.
In die deutsche Rundfunkgeschichte war der Norag-Nebensender Hannover erstmals Anfang 1925 eingegangen mit der Übertragung in Echtzeit von der Walpurgisnacht vom Brocken im Harz, „[...] die als erste europäische Rundfunk-Originalübertragung gilt“. Auch mit dem ab 1929 gesendeten „Spinnstubenabend“ und vor allem mit dem ab 1932 und bis 1943 aus dem Leineschloss jeweils montags zwischen 12.00 Uhr und 13.00 Uhr deutschlandweit ausgestrahlten „Schlosskonzert“ schrieb der hannoversche Sender Geschichte.
Nach der Machtergreifung durch die Nationalsozialisten im Jahr 1933 wurden die vergleichsweise primitiven Anlagen aus dem Hanomag-Gebäude durch modernere Einrichtungen ersetzt: In Hainholz wurde an der Hüttenstraße bald ein 90 Meter hoher Antennenmast aus Holz errichtet, und ab 1934 liefen die Sendungen im neuen Studio am Warmbüchenkamp 2.
Ebenfalls 1934 war die hannoversche Owin, Radioapparatefabrik zum Bau des Volksempfängers zwangsverpflichtet worden; dort arbeiteten bald hunderte von Frauen.
Neben dem nun „Reichssender Hannover“ genannten Einrichtungen gab es zudem einen Flugfunk-Sender in der Bothfelder Straße in der List, eine Langwelle-Antenne zwischen zwei von der Firma Louis Eilers Stahlbau errichteten 45 Meter hohen Antennentürmen. Die Antennentürme des Fernmeldebataillons für zahlreiche Frequenzen zwischen der Möckernstraße und dem Nordring dienten hingegen rein militärischen Zwecken des Heeres, der Luftwaffe und Kriegsmarine.
Im Zweiten Weltkrieg wurde der „Reichssender Hannover“ nach Hemmingen verlegt. Unmittelbar vor dem Einmarsch der amerikanischen Truppen sprengte der technische Leiter befehlsgemäß die Antennen und Sendeanlagen am 7. April 1945.

## Personen
- Horst Platen, Sendeleiter von 1933 bis 1938

## Archivalien (Auswahl)
Archivalien finden sich beispielsweise
- im Museum für Energiegeschichten[2]